# Şuşa
Şuşa (azerbajdzsáni nyelven), örmény nyelven Շուշի (latin betűkkel: Susi), orosz nyelven Шуша, történelmi, járási jogú város, a Şuşai járás székhelye Azerbajdzsánban. Azerbajdzsán kulturális fővárosa. A város az első hegyi-karabahi háború alatt szinte teljes egészében elpusztult. A háború után részlegesen újjáépítették. 2009-ben a városnak 3191 lakosa volt. A második hegyi-karabahi háborúban, november 8-án három napos harcot követően az azeri fegyveres erők foglalták el.

## Fekvése
A város 1300 és 1500 méter közötti tengerszint feletti magasságban fekszik.

## Története

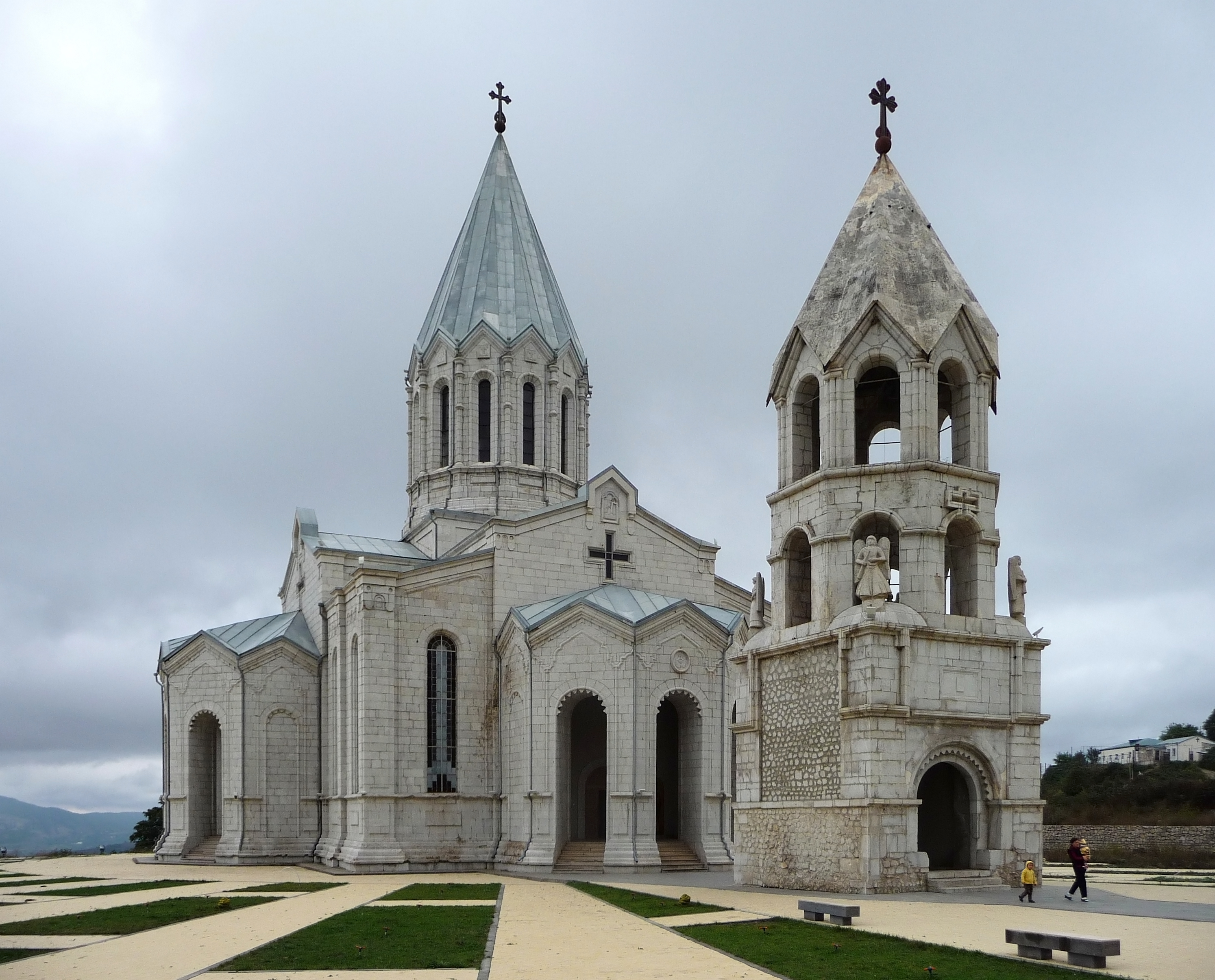
Ghazanchetsots székesegyház

Şuşa keletkezéséről a forrásokban többféle változat is fennmaradt. Mint települést, a középkorban említették először Susi néven, egy 15. századból való örmény evangéliumban, Jerevánban a Matenadaran levéltárban (levéltári szám: 8211).  
Az evangéliumot 1428-ban Şuşában készítette Ter-Manuel kalligráfus. 
Más források szerint egy Susi nevű település ősi erődként szolgált a Varanda örmény hercegségben, és hagyományosan a Melik-Shahnazarian hercegi dinasztiához tartozott. Şuşa városát és erődítményét egy keleti örmény katonai körzet, az úgynevezett "syghnakhs" központjának nevezték, amely kulcsszerepet játszott Avan Yuzbashi örmény parancsnoknak az oszmán erők elleni kampányában az 1720-as és 1730-as években, a török invázió idején. 
Kehva Chelebi örmény hazafi, aki levelezést folytatott Karabah és az orosz hatóságok között, ebben az 1725-ös jelentésben Şuşát mint várost és erődöt említette:
„… A legközelebbi örmény erődítmény… Susi volt. Susi négy napos távolságra van Semakhitól. Avan Yuzbashi parancsnoksága alatt fegyveres örmények őrzik. Az örmény vezetőkkel, köztük a pátriárccal való találkozás után Shemakhi útján visszatértek Derbentbe. Sziklás hegység veszi körül Susi városát. A fegyveres örmények számát nem határozták meg. Beszélgetések vannak arról, hogy az örmények számos csapás során Karabaghban legyőzték a törököket.”

Natavan ház a 18. századból, Suscha

II. Erekle grúz király 1769-ben az orosz diplomatának, P. Panin grófnak írt levelében dokumentálta, hogy "Volt egy ókori erőd, amelyet egy a muszlim Jevanshir törzsből való személy csalás útján meghódított." Az „ősi erődről” ugyanazt az információt megerősíti Alekszandr Szuvorov orosz tábornagy is Grigorij Patyomkin hercegnek küldött levelében. Szuvorov azt írja, hogy a varandiai Melik Shahnazar örmény herceg feladta Susikala erődjét egy bizonyos "Panah"-nak, akit "a Karabah határánál élő nomád muzulmánok jelentéktelen részének vezetőjeként" hívnak. Karabah és Şuşa tárgyalásakor a 18. században, SM Bronevskiy orosz diplomata és történész (orosz: С. М. Броневский (1763-1830) történelmi feljegyzéseiben azt állította, hogy Şuşa a Melik-Shahnazarian klán birtokában volt. PG Butkov orosz történész (orosz: П) Бутков (1775-1857) ezt ugyancsak megerősíti. 
Több azerbajdzsáni és néhány 19. századi örmény forrás, köztük Mirza Jamal Javanshir Qarabaghi, Mirza Adigozal bey, Abbasgulu Bakikhanov, Mirza Yusuf Nersesov és Raffi is igazolja Şuşa városának 1750-1752-es alapítását (más források szerint 1756–1757). Panah-Ali khan Javanshir (1748–1763. Sz.), a Karabahi Kánság (1748–1822) alapítója és első uralkodója, amely az alsó és a hegyvidéki Karabahból állt. A 18. század közepén az alapítást az iszlám enciklopédia, a Brockhaus és az Efron enciklopédikus szótár, valamint a Nagy Szovjet enciklopédia is támogatta.
Mirza Jamal Javanshir szerint, mielőtt Panah Ali kán az erődöt építette, ott még nem voltak épületek, és a közeli Shoshi falu lakói ezt termőföldként és legelőként használtak. Panah kán Şuşába telepítette át Shahbulag és néhány közeli falu lakosságát, és masszív erődítményt épített.

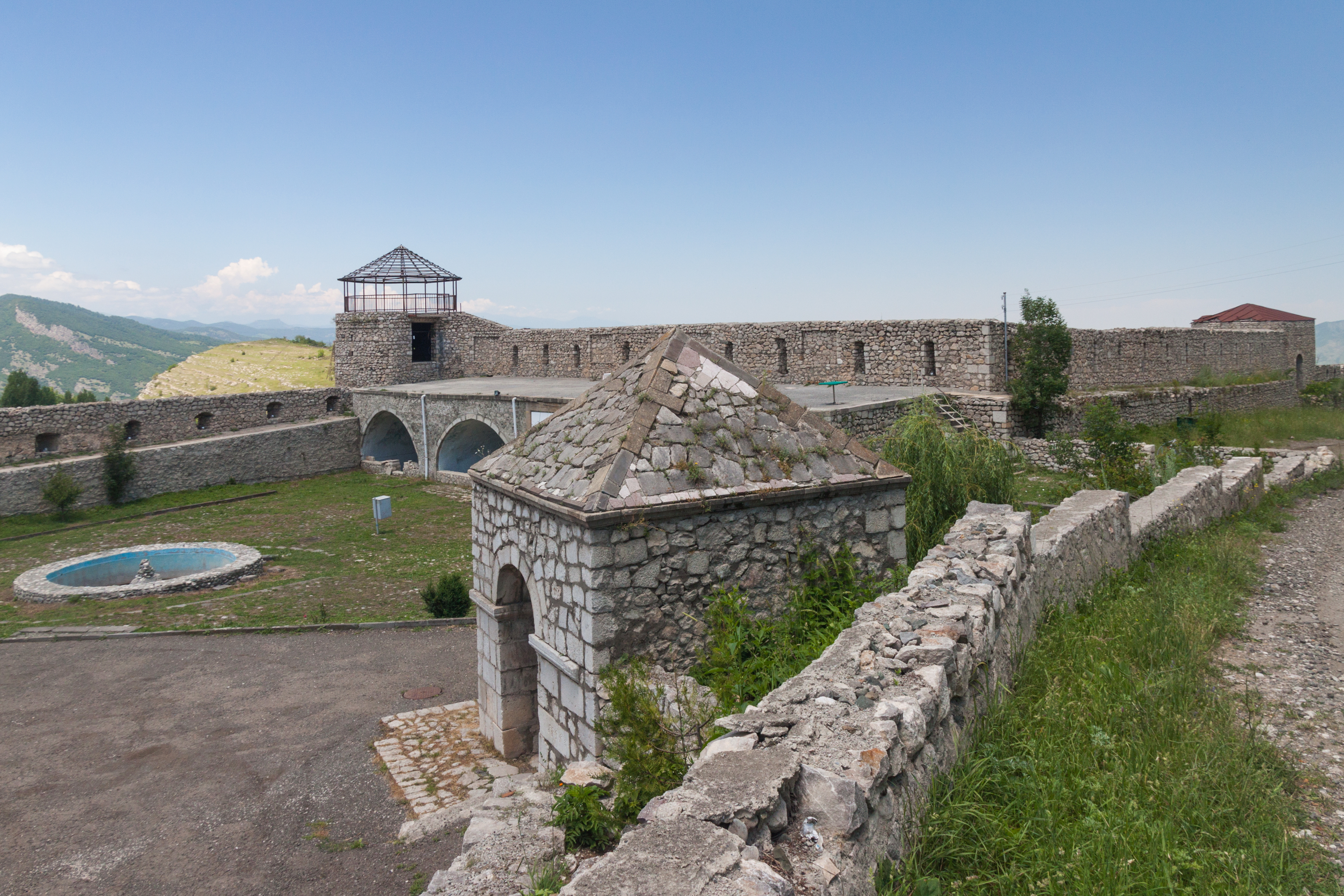
Erőd részlet, Şuşa

Egy újabb beszámolót Raffi, az örmény regényíró és történész a Khamsa hercegnők című munkájában mutat be, azt állítja, hogy a hely, amelyre Şuşa épült, elhagyatott és lakatlan volt Panah Ali Khan érkezése előtt. Azt állítja, hogy "[Panah-Ali Khan és Melik-Shahnazar a varandából] hamarosan befejezte az erőd építését, és a közeli Shosh (Շոշ) falu örmény lakosságát Sosi vagy Susi néven átköltöztette a vár köré.″ 
A várost eredetileg Panahabadnak nevezték, alapítója után.
Az első világháborúig Şuşa városa mind az örmények, mind az azerbajdzsániak fontos kulturális és gazdasági központja volt. Az örmények hosszú ideig a többségben voltak. Az orosz birodalomban tartott 1897-es népszámláláskor a városnak 25 881 lakosa volt, ebből 14 420 örmény (55,7%), 10 778 azerbajdzsáni (41,6%) és 359 orosz (1,4%). Volt egy orosz-ortodox és öt örmény temploma, két síita mecsete, középiskolája, híres volt selyem- és pamutszövéséről, valamint nagy kereskedelméről. 
1920 március végén, a şuşai pogrom alatt az azerbajdzsáni és a török csapatok elpusztították a város örmény negyedét, és az örmény lakosság nagy részét meggyilkolták. Az örmények egy részének sikerült elmenekülnie; csak néhány túlélő örmény maradt a városban.
A város sokáig nem tudta kiheverni a pusztításokat. 1959-ben Şuşának csak 6117 lakosa volt, az 1904-es érték kb. egynegyede. Ebben az időben az örmények aránya a városban még mindig 23,3% volt.  Ez az arány hirtelen csökkent a következő években, és 1979-ben már csak 13,1% volt. Az 1980-as években az örmények és az azerbajdzsániak közötti feszültségek jelentősen növekedtek, és a már meggyengült şuşai örmény közösség 1989-ben néhány száz emberre csökkent. Şuşa szinte teljesen azerbajdzsáni várossá vált.
A Hegyi-karabahi háborúban Şuşa volt Hegyi-Karabah legfontosabb azeri bázisa, ahonnan a délebbre fekvő Sztepanakertet bombázták. Az azerbajdzsáni katonákat a Samil Baszajev vezette csecsen egység is segítette a város védelmében. Ennek ellenére 1992. május 8-án és 9-én az örmény szövetségek bevették Hegyi-Karabah utolsó, azeri kézen lévő városát. 
Ennek eredményeként az azerbajdzsáni lakosokat kiutasították a városból és helyettük Azerbajdzsán más részeiről származó örmény menekültek telepedtek le Şuşában, köztük Örményországból érkező telepesek és az örmény diaszpórából visszatérők is. 2005-ben a népesség körülbelül 3100 volt, mely közben körülbelül 4000-re nőtt. Ennek ellenére a város nagy része romokban áll.
Az Egyesült Nemzetek Szervezete és az Európai Unió szerint az egész régió, beleértve Şuşa városát is, Azerbajdzsán részét képezi. 
A 2020-as örmény-azeri konfliktusban az azeri erők a korábban felújított székesegyházat ismét lebombázták. Ennek okát nem tudni, katonák nem tartózkodtak az épületben. 2020. november 8-án három napos harcot követően az azeri erők elfoglalták.

## A város zenei élete
Şuşát az azerbajdzsáni zene és a költészet bölcsőjének is nevezik. A város az azerbajdzsáni zeneművészet legrégibb fajtájának, az úgynevezett "mugham"-nak a szülőhelye.

## Itt születtek, itt éltek, itt haltak meg
- Khurshidbanu Natavan (1832-1897) költőnő, író itt született és itt is hunyt el. Natavan alapította és támogatta az első irodalmi társaságokat Şuşa-ban és Azerbajdzsán egész területén.
- Üzeyir Hacıbəyov (Agjabadi, Oroszország, 1885. szeptember 18. – Baku, 1948. november 23.) szovjet-azeri zeneszerző, karmester, drámaíró, az azerbajdzsáni klasszikus zene és opera atyja itt élt a városban.  Ő komponálta az Azerbajdzsáni Demokratikus Köztársaság nemzeti himnuszának zenéjét, ő állította össze az Azerbajdzsán által a szovjet időszakban használt himnuszt is.

## Nevezetességek
- Ghazanchetsots székesegyház – a 2020 szeptember végén kiújult örmény–azerbajdzsáni háborúban az azeri támadások következtében az épület súlyos              károkat szenvedett.
- Guyulugi mecset
- Şuşai Múzeum
- Városfal
- Jtrtuz - Şuşa híres kilátója, ahonnan lenyűgöző kilátás nyílik az alatta elterülő Karkar-kanyon szikláira
- Zontik-vízesés a Karkar-kanyonban

## Testvérváros
Az azeri megközelítés alapján Gyöngyössel testvérvárosi kapcsolatban állnak.